# Laniarius barbarus
Laniarius barbarus е вид птица от семейство Malaconotidae.

## Разпространение
Видът е разпространен в Бенин, Буркина Фасо, Гамбия, Гана, Гвинея, Гвинея-Бисау, Камерун, Кот д'Ивоар, Либерия, Мали, Мавритания, Нигер, Нигерия, Сенегал, Сиера Леоне, Того и Чад.